# IGA U.S. Indoor Championships 1996
L'IGA U.S. Indoor Championships 1996 è stato un torneo di tennis giocato sul cemento indoor. 
È stata l'11ª edizione del torneo, che fa parte della categoria Tier III nell'ambito del WTA Tour 1996. 
Si è giocato al The Greens Country Club di Oklahoma City negli USA, dal 20 al 25 febbraio 1996.

## Campionesse

### Singolare
Brenda Schultz ha battuto in finale  Amanda Coetzer con il punteggio di 6–3, 6–2

### Doppio
Chanda Rubin /  Brenda Schultz hanno battuto in finale  Katrina Adams /  Debbie Graham con il punteggio di 6–4, 6–3